# ネバダ (戦艦)
|          |                                                                                         |
| 艦歴     |                                                                                         |
| 起工     | 1912年 11月4日                                                                          |
| 進水     | 1914年 7月11日                                                                          |
| 就役     | 1916年 3月11日                                                                          |
| 退役     | 1946年 8月29日                                                                          |
| その後   | 1948年7月31日、ハワイ沖で海没処分                                                       |
| 性能諸元 |                                                                                         |
| 排水量   | 基準：29,000トン、満載：34,000トン                                                      |
| 全長     | 177.70m                                                                                 |
| 全幅     | 29.03m                                                                                  |
| 吃水     | 9.04m                                                                                   |
| 最大速度 | 20.5ノット                                                                              |
| 乗員     | 士官・兵員：864名                                                                       |
| 兵装     | 45口径35.6cm砲：10門 38口径12.7cm砲：16門 56口径40mm対空砲：40門 70口径20mm対空砲：45門 |

ネバダ (USS Nevada, BB-36) は、アメリカ海軍の戦艦。ネバダ級戦艦のネームシップ。艦名はネバダ州にちなむ。日本語ではネヴァダと表記することもある。
合衆国海軍艦艇でこの名を持つ艦としては二隻目。姉妹艦は、オクラホマ (USS Oklahoma, BB-37) 。

## 概要
ネバダ型戦艦は、アメリカ海軍における標準型戦艦の嚆矢である。その設計はイギリス海軍の戦艦ドレッドノート (HMS Dreadnought) と同じくらい革新的なものであった。ネバダ型以前の戦艦は、防御する部分の重要性に合わせて様々な装甲厚を持っていた。これに対しネバダ級は弾薬庫や機関室など艦中央部の重要部分に最大厚の装甲を施し、艦首や艦尾側など、それほど重要でない部分の装甲はほとんど無かった。いわゆる集中防御方式である。この防禦方式は「All or Nothing」として知られるようになり、この考え方は世界中の海軍に広まった。またネバダの設計官は長距離射撃の弾着は側面ではなく上甲板部に行われることを認識しており、甲板部は厚い装甲が施された。
前級（ニューヨーク級戦艦）が35.6cm（14インチ）45口径連装砲5基（計10門）だったのに対し、ネバダ級は14インチ三連装砲塔2基、14インチ連装砲塔2基で、35.6cm（14インチ）砲合計10門となっている。なお竣工時のネバダ級戦艦は、機関部の仕様が異なる。
また竣工時のニューヨーク級およびネバダ級戦艦と改良型のペンシルベニア級戦艦は籠マスト (Lattice mast) を備えていたが、戦間期の改装で三脚檣となった。
ネバダは、第一次世界大戦と第二次世界大戦の双方に従事した。
太平洋戦争では、開戦劈頭に日本海軍機動部隊の艦上機による真珠湾攻撃にあう。戦艦桟橋に繋留されていたネバダは、外洋に向け湾内を移動中に艦上爆撃機の急降下爆撃を受けて大破、座礁して着底した。
1942年（昭和17年）2月に浮揚後、4月からピュージェット・サウンド海軍工廠で大修理と大改装を行い、1943年（昭和18年）春に再就役した。5月のアッツ島攻略作戦に従事したあと、ヨーロッパに派遣される。1944年（昭和19年）6月のノルマンディー上陸作戦や、南フランス上陸作戦で支援砲撃をおこなった。その後、太平洋戦線にもどり1945年（昭和20年）2月以降の硫黄島の戦い、3月下旬以降の沖縄戦に参加した。
終戦後、1946年（昭和21年）7月の原爆実験（クロスロード作戦）で標的艦となったが、生き延びた。
1948年（昭和23年）7月31日、ハワイ諸島近海で海没処分にされた。

## 艦歴

### 建造
ネバダは1912年（大正元年）11月4日にマサチューセッツ州クインシーのフォアリバー造船所で起工した。1914年（大正3年）7月11日、ネバダ州知事タスカー・オディーの姪であり、海軍省長官ベンジャミン・ストッダートの子孫であるエレノア・アン・セイバートによって進水。1916年（大正5年）3月11日に初代艦長ウィリアム・S・シムス大佐の指揮下就役した。

### 第一次世界大戦
就役後はロードアイランド州ニューポートで1916年（大正5年）5月26日に大西洋艦隊に合流した。その後東海岸及びカリブ海で作戦活動に従事した。バージニア州ノーフォークで砲撃訓練を行った後、1918年（大正7年）8月13日にイギリス海軍の大艦隊に加わるため出航した。アイルランドのバントリー湾に8月23日に到着、北海を通って航路を造り、ウッドロウ・ウィルソン大統領の乗った輸送船ジョージ・ワシントン (USS George Washington) を護衛した。

### 戦間期
戦間期は大西洋、太平洋両艦隊において作戦任務に従事した。1922年（大正11年）9月にはブラジル独立百年記念式典にアメリカ合衆国の代表としてリオデジャネイロを訪れた。1925年（昭和14年）7月から9月までアメリカ海軍艦隊のオーストラリア、ニュージーランドへの友好訪問に参加した。この巡航でアメリカ海軍はその広範囲な巡航能力が日本海軍と同等の物であることを実証した。1927年（昭和2年）8月から1930年（昭和5年）1月にかけてノーフォーク海軍造船所で近代化改修が行われ、その後十年にわたって太平洋艦隊で活動した。工事内容は、主砲仰角の引き上げ、籠マストを三脚マストに変更、航空機関連装備の増設、副砲の位置変更と高角砲の増強、大型バルジの装着など。
第二次世界大戦勃発後の1940年11月10日、大日本帝国では紀元二千六百年記念行事が行われた。ケント・ヒューイット少将はロサンゼルス在泊中の日本海軍特務艦（給油艦）「鶴見」に敬意を表し、日米の親善に務めた。少将は指揮下の「ネバダ」や「サラトガ」やブルックリン級軽巡洋艦などに満艦飾を施し、各艦のマストに日章旗を掲げさせた。
1941年には、52歳の男性が志願兵としてネバダに配属され、既に本艦で勤務していた息子7名と、乗組員として再会するという出来事もあった。

### 真珠湾攻撃

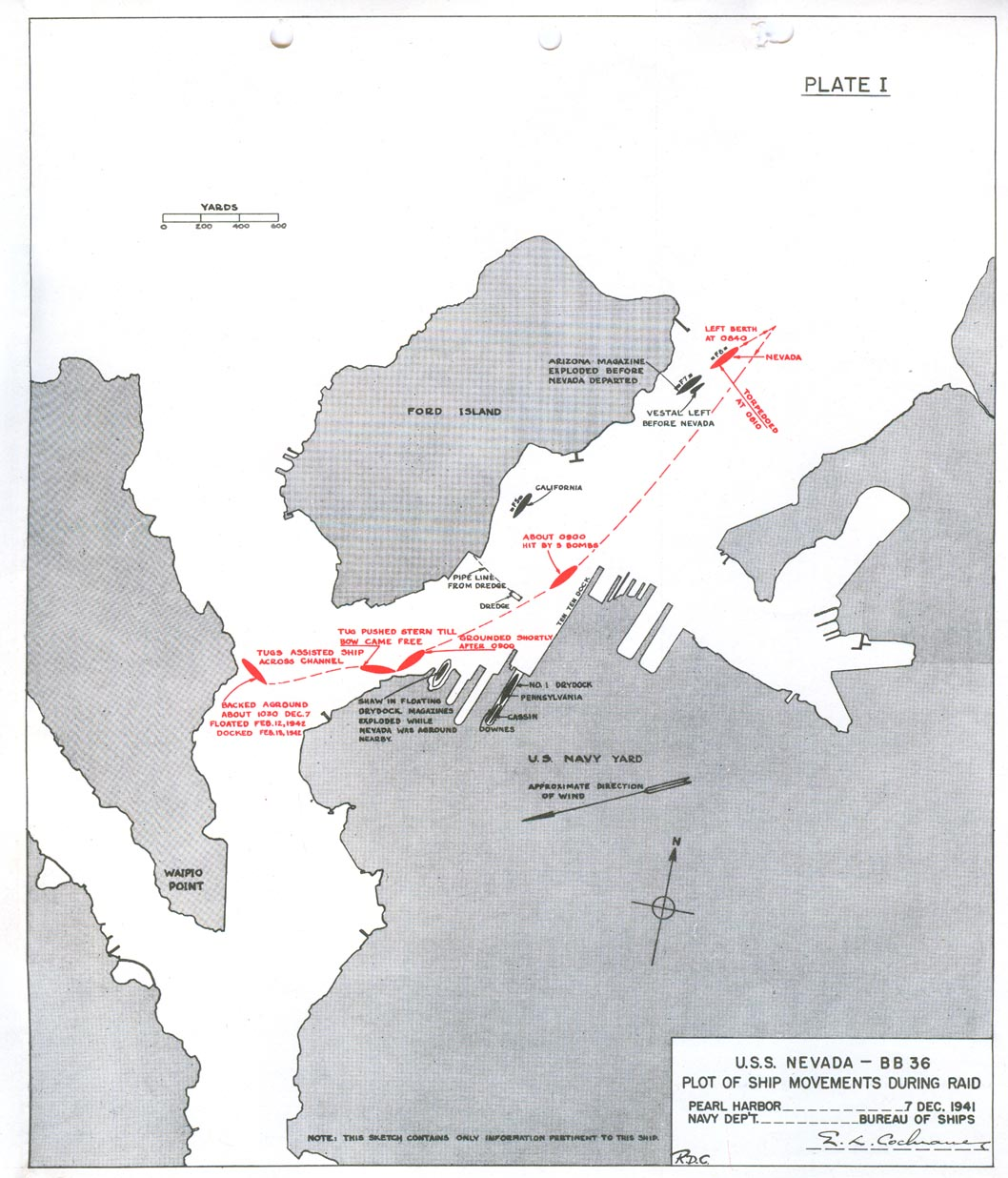
1941年12月7日、ネバダの移動経路

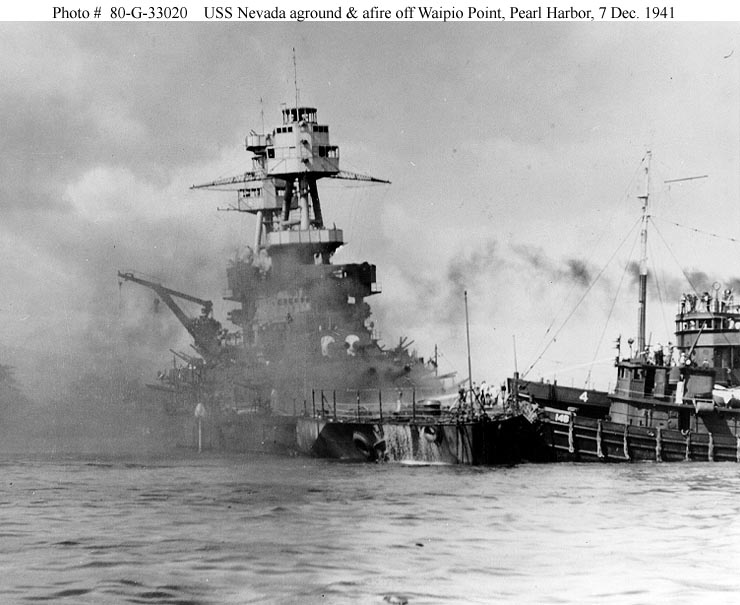
1941年12月7日、ワイピオ・ポイントに座礁して焼かれたネバダ

1941年（昭和16年）12月7日（日本時間12月8日）、南雲機動部隊の攻撃隊はハワイ基地を奇襲した。ネバダは真珠湾海軍基地におけるフォード島に繋留されており、いわゆる戦艦横丁の北端にいた。
日本軍第一次攻撃隊（総指揮官淵田美津雄中佐）のうち、村田重治少佐が率いる九七式艦上攻撃機が戦艦横丁を雷撃した。
朝の軍艦旗掲揚のとき、ネバダでは軍楽隊と海兵隊の衛兵が国歌（星条旗）を吹奏するならわしであった。村田隊の九七式艦攻が雷撃をはじめ戦闘が始まったが、軍楽隊は星条歌を演奏しきった。
戦艦横丁の最後尾にいて単艦で繋留されていたネバダは、ボイラー1機が稼働中だったので、動くことが出来た。砲手が砲撃を始め、機関兵がエンジンを始動させる。ネバダは対空砲火で九七艦攻を1機撃墜した。だが日本軍機の攻撃を阻止できずに艦上攻撃機の雷撃を受け、艦前部（左舷艦首）に魚雷1本が命中。浸水被害を受けた。
つづいて淵田美津雄中佐が率いる九七艦攻の水平爆撃隊が戦艦列を爆撃し、ネバタの目の前に停泊していたアリゾナ (USS Arizona, BB-39) が被弾して爆沈した。
戦艦列の中では損害軽微だった「古つわもの」のネバダは、アリゾナの火災から逃れるためにも、真珠湾を脱出して外洋に出ようとした。ネバダ掌帆長エドウィン・J・ヒル兵曹長は揚錨作業を指揮中に爆風を浴びて戦死し、死後名誉勲章を授与された。当時のネバダには艦長や航海長が不在であった。ネバダ在艦中の先任将校フランシス・J・トーマス少佐の指揮下、戦艦列を離れる。爆発したアリゾナや転覆したオクラホマの横を通り過ぎるとき、泳いでいたアリゾナ乗組員3名をロープで艦上に引き揚げた。そのあとネバダは、水先案内人やタグボートの助力もなく水路に入った。このネバダの姿を、多数の将兵が見守り、写真に残している。廃墟となった戦艦群から動き出したネバダは、最悪の状況下にあった兵士達を勇気づけたという。
そこに南雲機動部隊の第二次攻撃隊が飛来する。急降下爆撃隊（九九式艦上爆撃機、指揮官江草隆繁少佐）はネバダを狭い水道で撃沈し、真珠湾を長期間にわたって使用不能にしようと目論んだ。ネバダを攻撃したのは、おもに空母加賀攻撃隊（指揮官牧野三郎大尉）であったという。ゆっくり動くネバダは格好の標的となり、爆弾6発と至近弾多数を受けて炎上した。
ネバダが水路を移動するのを見たキンメル大将の司令部は「真珠湾外に日本軍潜水艦（甲標的）がいるので、湾外に出るな」と命令した。だが水道の中央で着底すれば水路を閉塞してしまう。そこで本艦はホスピタル・ポイントで自力で座礁して、沈没と湾口閉塞を回避した。艦後部は潮流に流されて動き出したので、タグボート「YT-153」が横付けしている。民間のタグボートは、本艦の救援や、工作艦ヴェスタル (USS Vestal, AR-4) の移動にも活躍したという。その後、タグボートによってネバダはワイピオ・ポイントに再度座礁した。ネバダの人的被害は士官3名下士官兵47名死亡、士官5名下士官兵104名負傷であった。一連の対空戦闘で、ネバダは艦上攻撃機4機撃墜（不確実2機）を記録した。

### 1942年以降

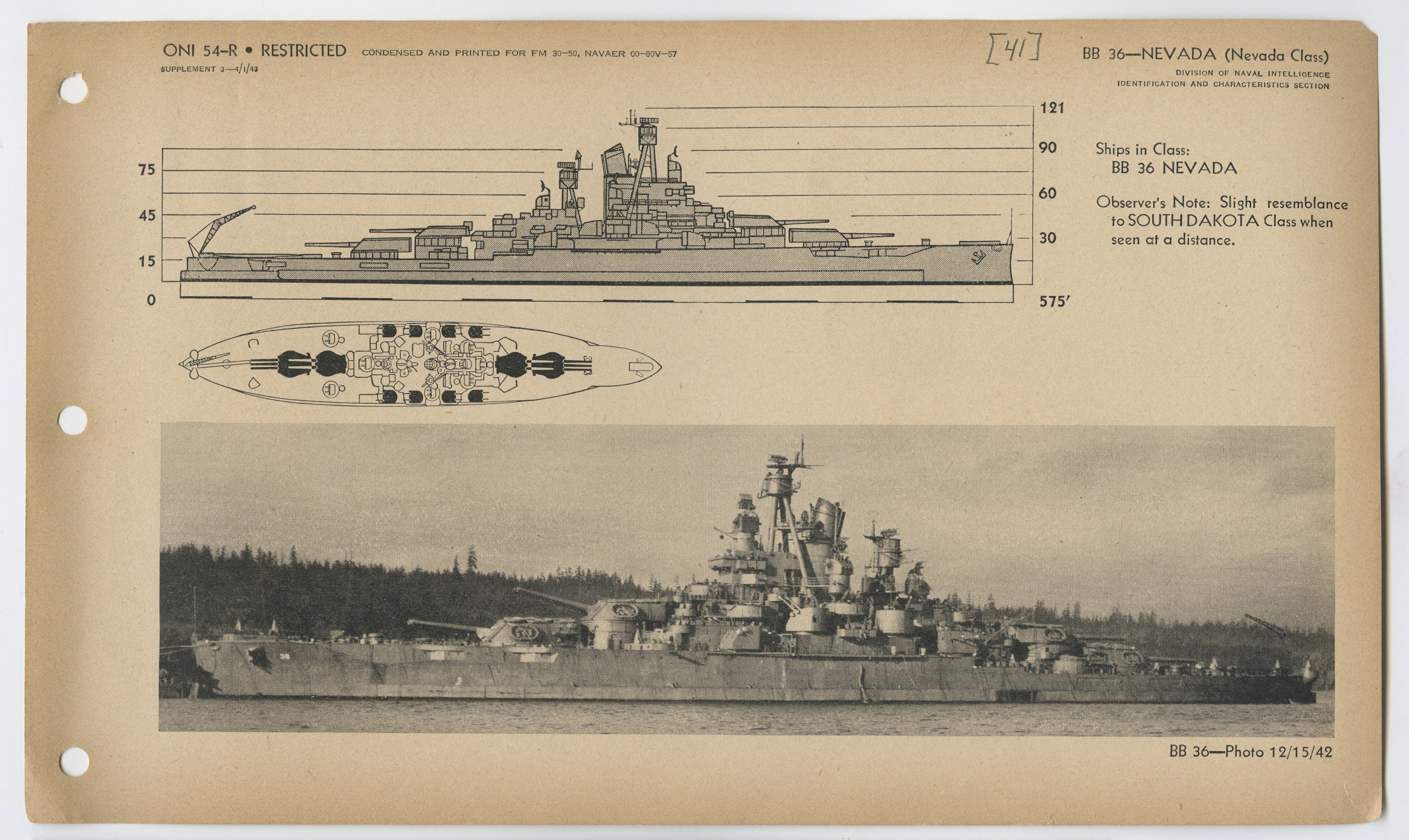
1942年、修理と近代化改修後のネバダを描いた海軍情報識別票

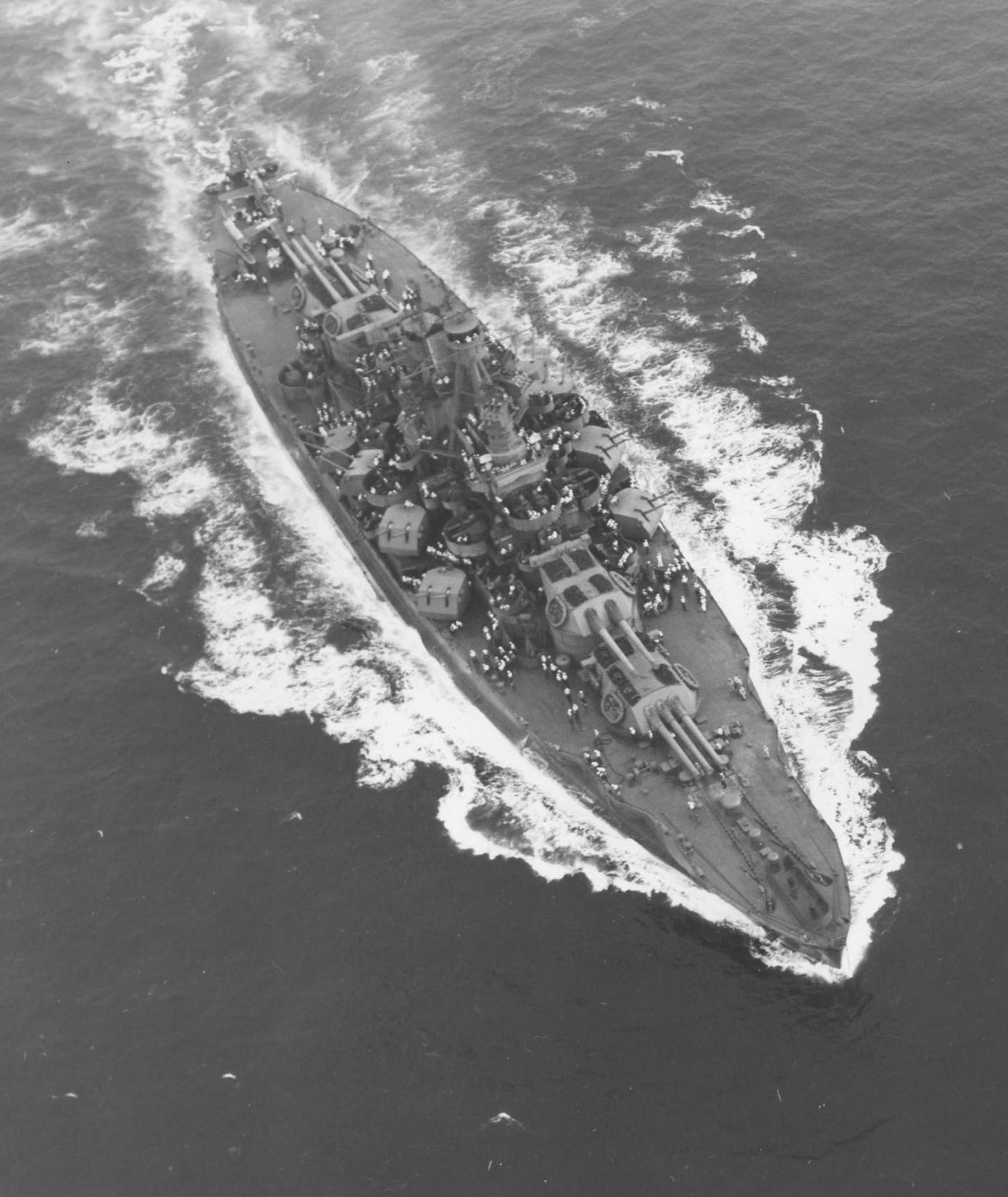
修理と大改装を経て再就役したネバダ。

着底したネバダは1942年（昭和17年）2月12日（2月13日とも）に引き上げられ、真珠湾で応急修理を実施した。続いて4月下旬から、アメリカ西海岸のピュージェット・サウンド海軍工廠で大修理をおこなう。副砲を全て撤去して5インチ38口径連装両用砲を8基（片舷4基）増設、煙突やマストをはじめ上部構造物を造り変えるなど、徹底した大改造により艦型が一変した。1943年（昭和18年）3月、修理完了。その後、アリューシャン方面の戦いに投入される。アッツ島攻略作戦 (Operation Landcrab) のためアラスカを経由してアッツ島に向かう。5月11日以降、上陸した第7歩兵師団を艦砲射撃で支援中、僚艦ペンシルベニア (USS Pennsylvania, BB-38) が伊31などに襲撃されるが、アメリカ艦隊に被害はなかった。
6月にはノーフォーク海軍工廠で近代化改修が行われた。
続いてノルマンディー上陸作戦支援のため大西洋に転戦する。1944年（昭和19年）4月にイギリス海域に到着した。6月6日の上陸作戦当日、ネバダはシェルブール半島の防衛陣地に対して支援射撃を行い、25日まで継続した。海岸からの反撃は27回にも及んだが、ネバダの砲撃は変わらず継続された。
続いてネバダを含むアメリカ戦艦部隊、イギリス戦艦ラミリーズ (HMS Ramillies) 、自由フランス軍の戦艦ロレーヌ (cuirassé Lorraine) および巡洋艦複数隻や護衛部隊は、フランス解放の一環としてドラグーン作戦に従事する（プロヴァンスへの上陸、同作戦の戦闘序列）。8月15日から9月27日までネバダは南フランスへの艦砲射撃を行う。トゥーロンをめぐる攻防戦では、トゥーロン軍港を守る要塞砲と撃ち合う。サン=マンドリエ=シュル=メールに設置された海岸砲台は、自沈したプロヴァンス級戦艦のプロヴァンス (cuirassé Provence) から取り外された13.5インチ砲を再利用したものだった。その後アメリカに戻り、ニューヨークで主砲身を交換し、太平洋戦線へ向かった。
1945年（昭和20年）2月16日に硫黄島へ到着する。ネバダは硫黄島の日本軍砲台に砲撃を加えた。2月下旬には神風特別攻撃隊が硫黄島を包囲するアメリカ艦隊の攻撃し、空母サラトガ (USS Saratoga, CV-3) が大破、護衛空母ビスマルク・シー (USS Bismarck Sea, CVE-95) が沈没したが、ネバダは無事だった。3月7日まで海兵隊の上陸作戦を支援した。
硫黄島が陥落すると、連合軍は沖縄諸島に駒を進めることにした。沖縄攻略作戦 (Operation Iceberg) を発動し、南西諸島方面に攻勢をかける。3月24日に沖縄侵攻前の砲撃が行われ、ネバダは射撃支援部隊（第54任務部隊）に所属していた。日本軍は基地航空部隊で反撃する。3月26日以降、日本陸軍特別攻撃隊が大規模攻撃をおこなう。
26日、第54任務部隊は呂号第四十九潜水艦と交戦したが、取り逃がした。
27日（日本記録26日）、誠第32飛行隊（武剋隊、廣森達郎陸軍中尉）もしくは赤心隊（鶴見国四郎陸軍少尉）の九九式襲撃機または九九式軍偵察機が突入、11人が死亡し主砲塔にも被害を受けた。4月5日には艦砲射撃の間に沿岸砲台との交戦で損傷する。2名が行方不明となった。7日には戦艦大和と第二水雷戦隊が沖縄突入を図ったが、大和部隊は米軍機動部隊（第58任務部隊）の航空攻撃で敗退した。ネバダは6月30日まで沖縄で作戦行動を行った後、7月10日から8月7日まで日本本土攻撃を行う第3艦隊の護衛任務に従事した。
沖縄戦が終わると、アメリカ合衆国海軍省はネバダの戦歴を公表した。ネバダは第二次世界大戦の戦功で7個の従軍星章を受章した。

### 戦後
東京湾での短期間の占領任務の後に真珠湾へ帰還し、ネバダはビキニ環礁における原爆実験（クロスロード作戦）の標的艦に供用されることが決定した。ネバダは空中投下実験における目標地点とされ、視認性を高めるために全体を赤く塗装されて実験に望んだ。
1946年（昭和21年）7月1日と25日に行われた核爆発（エイブル実験／ベーカー実験）で、ネバダは生き残った。真珠湾に戻ったあと、科学調査された。8月29日に退役した。

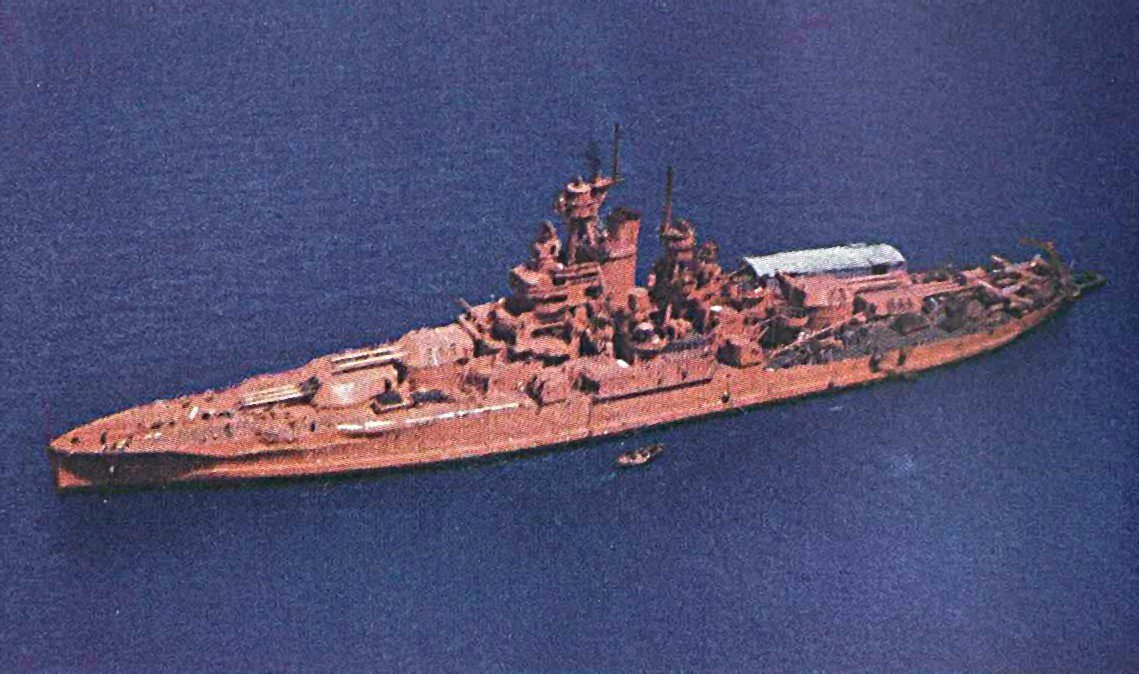
クロスロード作戦に際して赤く塗装されたネバダ。
艦尾に搭載された水上偵察機も含めて全体を赤一色で塗りつぶされている。

調査終了後のネバダは真珠湾に繋留されていたが、1948年（昭和23年）になると、僚艦と共に艦砲射撃や航空攻撃の標的艦に指定された。7月31日、ネバダはオアフ島沖合でアイオワ級戦艦のアイオワ (USS Iowa, BB-61) などから砲撃された。その後、魚雷によって海没処分となる。ネバダの船体が何処に沈んでいるのか不明であったが、2020年5月に真珠湾から南西に約65海里の地点で発見された。

## 登場作品
- トラ・トラ・トラ! - 戦争映画（1970年公開）

真珠湾にネバダのオープンセットが造られ、劇中で真珠湾空襲開始時における本艦の星条旗掲揚と国家演奏を再現している。ただし14インチ主砲塔がペンシルベニア級戦艦と同様の門数になっている。